# Ectropothecium brotheri
Ectropothecium brotheri är en bladmossart som beskrevs av Masanobu Higuchi 1985. Ectropothecium brotheri ingår i släktet Ectropothecium och familjen Hypnaceae. Inga underarter finns listade i Catalogue of Life.